# Colonammina
Colonammina es un género de foraminífero bentónico de la subfamilia Colonammininae, de la familia Saccamminidae, de la superfamilia Saccamminoidea, del suborden Saccamminina y del orden Astrorhizida. Su especie tipo es Colonammina verruca. Su rango cronoestratigráfico abarca el Silúrico.

## Discusión
Clasificaciones previas hubiesen incluido Colonammina en la subfamilia Hemisphaerammininae, de la familia Hemisphaeramminidae, de la superfamilia Astrorhizoidea, así como en el suborden Textulariina del orden Textulariida.

## Clasificación
Colonammina incluye a las siguientes especies:
- Colonammina conea †
- Colonammina globosa †
- Colonammina imparilis †
- Colonammina limbata †
- Colonammina pragensis †
- Colonammina tenuis †
- Colonammina verruca †